# Bahnhof Dillbrecht
Der Bahnhof Dillbrecht ist ein Haltepunkt am Streckenkilometer 121,7 der Dillstrecke von Siegen nach Gießen. Er liegt auf der Ortsteilgrenze zwischen Dillbrecht und Fellerdilln, beides Ortsteile der Gemeinde Haiger im Lahn-Dill-Kreis in Mittelhessen. Die Strecke und das ehemalige Empfangsgebäude stehen unter Denkmalschutz.

## Lage
Der Bahnhof befindet sich in etwa auf der Ortsteilgrenze zwischen Dillbrecht und Fellerdilln und ist über einen kurzen Fußweg und eine Zufahrtsstraße von beiden Ortsteilen zu erreichen.

## Geschichte
1910 wurde die Bahnstrecke Weidenau–Dillenburg gebaut und der Ort erhielt einen eigenen Bahnhof. Bei Dillbrecht entstand der etwa 2,6 Kilometer lange Rudersdorfer Tunnel. Der Bahntunnel wurde gemeinsam mit der Strecke am 1. Dezember 1915 fertig gestellt und in Betrieb genommen. Für die drei Kirchspielsgemeinden Fellerdilln, Dillbrecht und Offdilln wurde in der Gemarkung Fellerdilln an der Grenze zu Dillbrecht ein Bahnhof errichtet, der auf Wunsch des zuständigen Pfarrers Johannes Seitz den Namen des Kirchspiels Dillbrecht erhielt.
Aufgrund der Ingenieurleistungen und der Kunstbauten entlang der nördlichen Dillstrecke ist die gesamte Trasse zwischen dem Bahnhof Haiger und der hessisch/nordrhein-westfälischen Landesgrenze im Rudersdorfer Tunnel ein Kulturdenkmal nach dem Hessischen Denkmalschutzgesetz.
Der Bahnhof Dillbrecht wurde nach Ausbau aller Weichen und Stilllegung des dritten Bahnhofsgleises im Oktober 2004 für betriebliche Zwecke aufgelassen und zu einem unbesetzten Haltepunkt herabgestuft.
Zwischen Dezember 2014 und Dezember 2017 war der Betrieb an Sonn- und Feiertagen eingestellt, so dass Dillbrecht damals nur montags bis samstags bedient wurde. Grund dafür waren Einsparungen seitens des Rhein-Main-Verkehrsverbundes (RMV). Zum Fahrplanwechsel im Dezember 2017 wurden die Fahrten der RB 95 an allen Tagen wieder bestellt.

## Empfangsgebäude

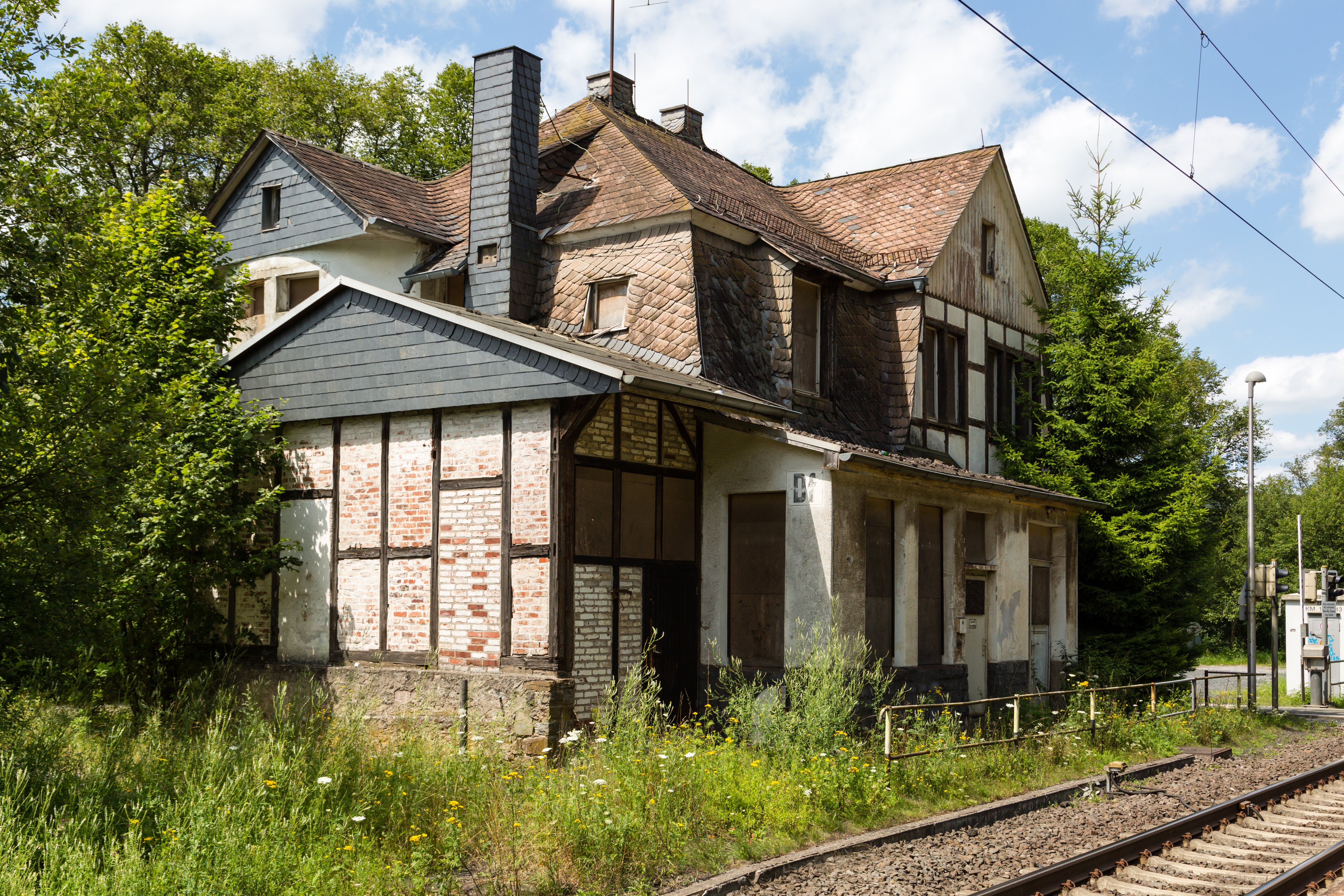
Ehemaliges Empfangsgebäude

Das ehemalige Empfangsgebäude des Dillbrechter Bahnhofs ist ein neobarocker Typenbau im Heimatstil, wie auch im benachbarten Bahnhof Rodenbach (Dillkr). Es wurde 1915 vermutlich nach einem Entwurf Alois Holtmeyers westlich der Strecke errichtet. Das Gebäude besitzt einen Giebelrisalit aus Sichtfachwerk. Nach Süden ist der Rest des ehemaligen Güterschuppens aus Fachwerk angebaut. Es ist ein Kulturdenkmal aufgrund des Hessischen Denkmalschutzgesetzes.
Der Bahnhof besitzt die Adresse Bahnhof Dillbrecht 1.

## Betrieb
Im Bahnhof Dillbrecht halten die Sieg-Dill-Bahn (RB 95) zwischen Siegen und Dillenburg sowie der Main-Sieg-Express (RE 99). Durchgeführt wird der Schienenpersonennahverkehr von der Hessischen Landesbahn, die für die Sieg-Dill-Bahn Dieseltriebzüge der DB-Baureihen 640 und 648 (Alstom Coradia LINT 27 und LINT 41) und für den Main-Sieg-Express elektrische Triebzüge der DB-Baureihen 427 und 429 (Stadler Flirt) einsetzt.
| Linie | Linienverlauf | Takt               | Regelgleis                      |
| ----- | --- | ------------------ | ------------------------------- |
| RB 95 | Sieg-Dill-Bahn: Siegen Hbf – Wilnsdorf-Rudersdorf – Dillbrecht – Rodenbach (Dillkr) – Haiger – Sechshelden – Dillenburg Stand: Fahrplanwechsel Dezember 2021                                          | 120 min (werktags) | 1 (Rtg. Haiger) 2 (Rtg. Siegen) |
| RE 99 | Main-Sieg-Express: Siegen Hbf – Wilnsdorf-Rudersdorf – Dillbrecht – Rodenbach (Dillkr) – Haiger – Sechshelden – Dillenburg – Herborn (Dillkr) – Wetzlar – Gießen Stand: Fahrplanwechsel Dezember 2021 | 120 min            | 1 (Rtg. Haiger) 2 (Rtg. Siegen) |

## Tarif
Dillbrecht ist der letzte Halt im hessischen Abschnitt der Dillstrecke; daher endet hier der Tarif des Rhein-Main-Verkehrsverbundes (RMV). Für verbundüberschreitende Fahrten in Richtung Siegen gilt der Westfalentarif als Übergangstarif.